# Cheiridopsis rostrata
Cheiridopsis rostrata är en isörtsväxtart som först beskrevs av Carl von Linné, och fick sitt nu gällande namn av Nicholas Edward Brown. Cheiridopsis rostrata ingår i släktet Cheiridopsis och familjen isörtsväxter. Inga underarter finns listade i Catalogue of Life.